# Magnus Jøndal
Magnus Jøndal, né le 7 février 1988 à Ski, est un joueur de handball norvégien professionnel évoluant au poste d'ailier gauche.

## Palmarès

### En sélection
Championnats du monde
- Médaille d'argent au Championnat du monde 2017 en France
- Médaille d'argent au Championnat du monde 2019 en Allemagne et au Danemark
- 6e place au championnat du monde 2021 en Égypte

Championnats d'Europe
- 13e place au championnat d'Europe 2012 en Serbie
- 4e place au championnat d'Europe 2016 en Pologne
- 7e place au championnat d'Europe 2018 en Croatie
- Médaille de bronze au championnat d'Europe 2020 en Suède, Autriche et Norvège

Jeux olympiques
- 7e place aux Jeux olympiques de 2020 à Tokyo

### En club
- Vainqueur du Championnat d'Allemagne (1) : 2004 , 2018 et 2019
  - Vice-champion (2) en 2020 et 2021
- Vainqueur de la Supercoupe d'Allemagne (1) : 2019

### Distinctions individuelles
- élu meilleur ailier gauche au Championnat du monde 2019
- élu meilleur ailier gauche au championnat d'Europe 2020